# Caius Suetonius Tranquillus
Caius Suetonius Tranquillus, röviden csak Suetonius (Kr. u. 69 körül – Kr. u. 160 körül) római levéltáros és életrajzíró.

## Élete
Suetonius az észak-afrikai Hippo Regiusban született, 69 körül. Az ordo equester soraiba tartozott. Kapcsolatban állt ifjabb Pliniusszal. Plinius hozzá írt levelei fennmaradtak: ezekből az derül ki, hogy Suetonius ügyvédi tevékenységet folytatott, illetve, hogy 105 körül már készen állt valamelyik művével. 119–122 között az ab epistulis tisztséget töltötte be, azaz császári levéltáros volt. Ezt a tisztséget C. Septicius Clarus praefectus urbis patronálásának köszönhette. 122 után azonban elveszíti ezt az állását, mivel Hadrianus császár az őt magát hivatalba juttató Plotina, Traianus egykori felesége halála után eltávolította Traianus császár híveit – így Clarus-t is. Suetonius valószínűleg 160 körül halt meg.

## Művei
1. Császáréletrajzok (De vita XII Caesarum libri VIII.[1]), az alábbi uralkodók életrajzaival: Julius Caesar, Augustus, Tiberius, Caligula, Claudius, Nero, Galba, Otho, Vitellius, Vespasianus, Titus, Domitianus
2. Híres férfiakról (De viriis illustribus) – ez jórészt elveszett, csak a De grammaticiis et rhetoribus című rész maradt meg, valamint néhány költő életrajza (Terentius, Horatius, Persius). Egyes kutatók neki tulajdonítják Vergilius, Tibullus és Lucanus életrajzait is.
3. A fenti, többé-kevésbé fennmaradt művek mellett a bizánci Szuda-lexikon legalább egy tucat, teljesen elveszett, görög nyelven írt művet sorol föl Suetonius neve alatt, melyek többsége történeti, vagy kultúrtörténeti jellegű. A további latin nyelvű műveinek is csak a címe maradt fenn: De regibus, De institutione officiorum, De rerum naturis, De animantium naturis, De vitiis corporalibus, De rebus variis. Elképzelhető, hogy e könyvek közül sok a Prata (Mezők) című gyűjteményes munka része volt.[2]

## Császáréletrajzok

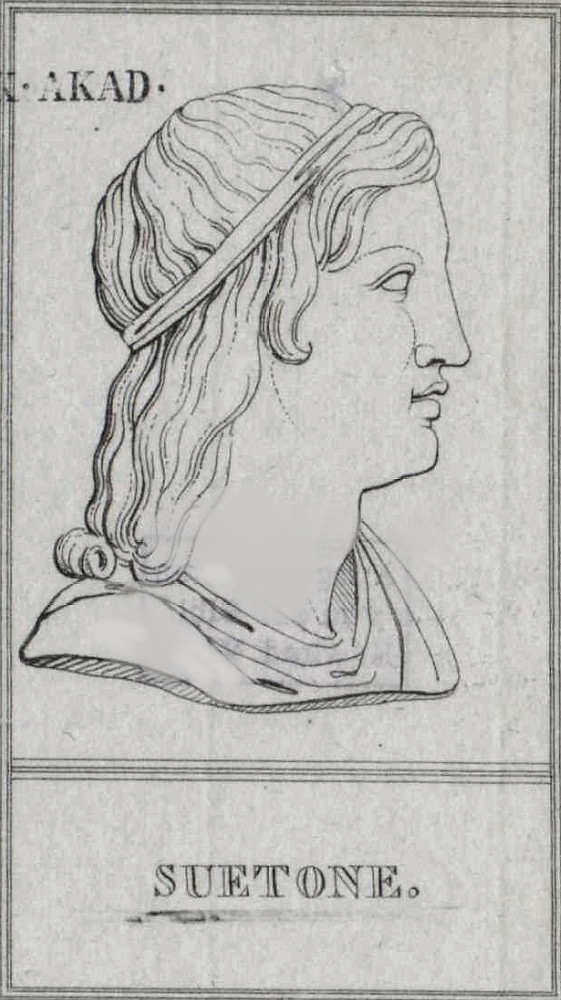
Suetonius 18. századi ábrázolása

Suetonius e művét C. Septicius Clarusnak ajánlja, aki számára egyébként ifj. Plinius is írt ajánlást. Az életrajznak az ókorban nem voltak szilárd műfaji követelményei. F. Leo kutató különbséget tesz az ún. "peripatetikus" és az ún "alexandriai" életrajz' között. Az előbbi kronológiai sorrendben halad, a közélet személyiségeit tárgyalja, és a megformálása művészi. Erre példa Plutarkhosz Párhuzamos életrajzai. Az utóbbit hellenisztikus-kori alexandriai irodalomtudósok, filológusok fejlesztették ki. Az alexandriai életrajz kategóriák szerint építkezik, stílusa egyszerűbb, és elsősorban irodalmi személyiségekről szól. Suetonius életrajzai is ide tartoznak.
A Suetonius által használt kategóriák kifejezik a római érdeklődés főbb területeit. Rendszere: A császár származása, karrierje, tettei,
jelleme, külső megjelenése, jósjelek, halála. Ezt a sémát az egyes életrajzokban bővíti, illetve variálja, irodalmi szándékának megfelelően.
A császáréletrajzok számos forrást említenek. Példálódzó jelleggel megemlíthető Augustus nyilvános "végrendelete", azaz a Res Gestae Divi Augusti, vagy más néven a Monumentum Ancyranum. Említ még Suetonius számos hivatalos császári levelet is, használta továbbá az általa megörökített személyek, illetve környezetük írásait is, pl. császárok önéletrajzait, barátaikkal váltott magánleveleit is. Mivel egyes életrajzokból feltűnően hiányoznak a levelek, egyes kutatókat ez arra a következtetésre vezetett, hogy ezeknek az életrajzoknak a megírásakor Suetonius már nem volt császári levéltáros.

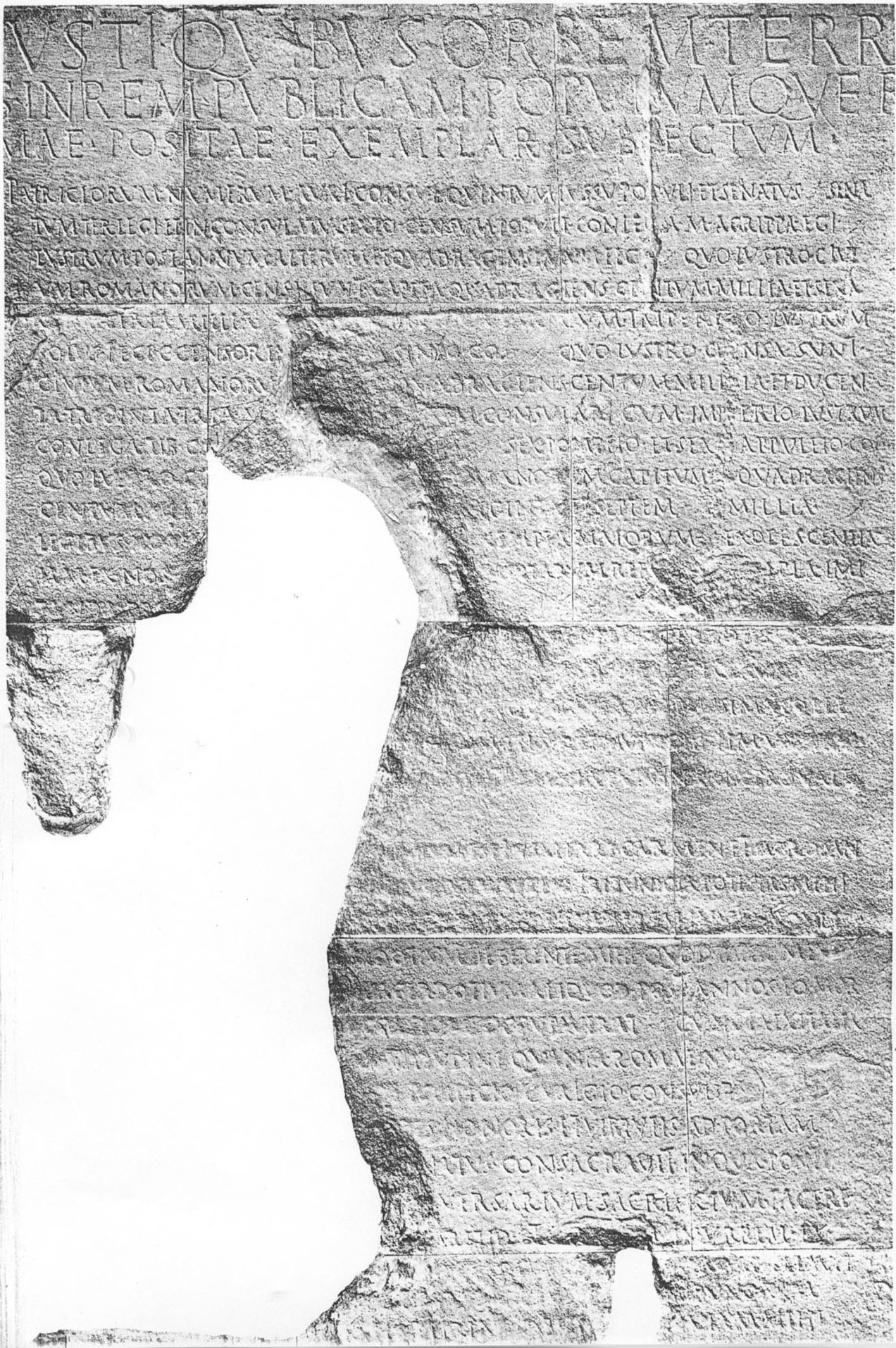
Részlet a Res Gestae Divi Augustiból

Korának történetíróit is jól ismeri. Említi az alábbi írók azóta elveszett műveit: Tanusius Geminus, C. Oppius, Lentulus Gaeticulus, Q. Elogius,
Cassius Severus, Cluvius Rufus, Fabius Rusticus, Cremutius Cordus, Ti. Claudius Balbillus. Idéz Idősebb Plinius, az idősebb Seneca, Terentius Varro, Cornelius Nepos műveiből.
Stílusa nem retorikai, hanem inkább az antik tudósok tárgyszerű, száraz, szóhasználatában igénytelen stílusát követi. Igyekszik viszont 
világosan írni, ezért gyakoriak nála a görög szakszavak, illetve a szó szerinti idézetek. Az irodalmi hatást inkább az általa előadott kategóriák 
elrendezésével igyekszik elérni.
A császáréletrajzok tükrözik a Principatus korának jelenségeivel kapcsolatos általános római felfogást. Suetonius nem megértő a 
keresztényekkel szemben, megérti a csillagjósok kiűzését Rómából, nem értékeli túl nagyra az epikureizmust sem. Az életrajzokból kitűnik a római társadalom fokozatos hellenizációja: Augustus görög tudósokat vesz maga mellé, Tiberius hisz az asztrológusoknak, Nero körutat tesz Hellaszban és részt vesz az énekversenyeken és az olümpiai játékokon, Domitianus támogatja a zenét, a retorikát, a könyvtárakat.
Principátussal kapcsolatos ideálja a mérsékelt monarchia. Fontos számára a concordantia ordinum (azaz az egyes társadalmi 
rendek, a lovagrend és a szenátori rend összhangjának megőrzése), a példás római magatartás tanúsítása, az abstinentia és a moderatio 
(azaz az erőszaktól való tartózkodás, és az önmérséklet). A jó princeps ezeket valósítja meg élete során. Leginkább Augustus, Vespasianus és 
Titus felelnek meg ezeknek az ideáloknak. Legnegatívabb színben Caligula, Nero és Vitellius van feltüntetve.

## Hagyományozódás
Mivel mindegyik későbbi Suetonius császáréletrajz-gyűjteményben megegyeznek a hibák, ezért valószínűleg egy forrást használt mindegyik másoló. 
Suetonius legkorábbi középkori említése Ferrieres-i Lupus 844-ben Fuldába küldött levele, melyben egy Suetonius-kötetet 
kért a maga számára. Valószínűleg ez a kódex volt az összes fennmaradt szövegváltozatnak az archetípusa.
Suetonius műfajt teremtett életrajzaival. Már az ókorban számosan utánozták, így pl. a Historia Augusta életrajzgyűjtemény, Aurelius Victor 
életrajzai, illetve Eutropius Breviariuma is Suetonius hatását tükrözi. A kora középkorban sevillai Izidor és Hieronymus írt suetoniusi életrajzokat. Einhard Nagy Károly életrajza szöveg szerinti egyezéseket mutat Augustus és Claudius életrajzaival. A reneszánszt követően egész Európában újra olvasták, de időről-időre meg kellett küzdenie Plutarkhosszal az elsőbbségért. Petrarca három Suetonius-kódexet birtokolt, és ennek nyomán írta meg a híres rómaiakról szóló műveit. A De grammaticiis et rhetoribus-t 1450 körül fedezte fel Henoch d'Ascoli. Suetonius újkori kiadói: Ph. Beroaldus (Bonn, 1493, 1506); I. Casaubonus (Genf 1595, Párizs, 1610) és A. Reifferscheid (Lipcse, 1860). 1860 körül az Athosz-hegyi kolostorban megtalálták Suetonius káromkodásokról és játékokról szóló művének bizánci kivonatát is.

## Magyarul
- Császárok életrajzai; ford., bev., jegyz. Székely István; Franklin, Bp., 1896 (Görög és latin remekírók)
- Nero; ford. Révay József; Kultúra, Bp., 1922 (Kultúra Könyvtár)
- Caesarok élete. Tizenkét életrajz; ford., utószó, jegyz. Kis Ferencné, versford. Terényi István; Európa, Bp., 1961 MEK
- A caesarok élete; ford. Kis Ferencné, utószó, jegyz. Hegyi György; Magyar Helikon–Európa, Bp., 1975 (Bibliotheca classica)
- Suetonius összes művei; Császáréletrajzok ford. Kis Ferencné, átdolg. Kopeczky Rita, jegyz., utószó Patay-Horváth András, egyéb művek, töredékek ford., jegyz. Kopeczky Rita; Osiris, Bp., 2004 (Sapientia humana) ISBN 9633892600
- Caesarok élete; ford. Kis , átdolg., kieg. Majtényi Zoltán; Holnap, Bp., 2013
- Suetonius: Nero császár életrajza (ford. Kis Ferencné), online: MEK